# .hack (serie de jocuri video)
Vedeți .hack//G.U. pentru continuarea seriei .hack.
Pentru informații asupra francizei, vedeți .hack

Titlurile cele patru jocuri

.hack (sau dot-hack) este titlul unei serii de patru jocuri video pentru PlayStation 2 produse de Bandai, CyberConnect2 și inițial proiectate de către Yoshiyuki Sadamoto, Kazunori It, și de către Koichi Mashimo. Evenimentele se întâmplă după .hack//Sign, iar povestea se desfășoară în jurul .hacker-ilor Kite și BlackRose și în jurul încercărilor lor să afle ce a provocat coma prietenului lui Kite, Orca, în timp ce se juca MMORPG-ul The World. Pe parcursul jocului, un virus începe să se propage în The World, provocând coma multor jucători; acest eveniment este numit Twilight Incident. CyberConnect Corporation, compania fictivă din spatele The World, dorește să scoată toate serverele offline, omorând astfel pe toți jucătorii din comă, inclusiv pe Orca. Kite și echipa lui trebuie să infiltreze serverele și să treacă de inteligența artificială a jocului pentru a descoperi adevărul din spatele The World înainte să se termine timpul.
Jocurile .hack simulează un MMORPG (joc online de rol masiv multijucător) numit The World fără să fie el însuși online. Avatarul jucătorului folosește sistemul de operare fictiv Altimit OS. Prin acesta el poate să își verifice poșta electronică, să primească știri, să intre pe forumuri, în timp ce nu se joacă The World. Jocurile sunt relativ unice în faptul că pot să transfere informațiile salvate de la o versiune la cea ulterioară prin intermediul unor "data flags" (steaguri de informație). Jocul permite jucătorilor să efectueze misiuni în orice ordine.
Cu fiecare joc este inclus un DVD care conține o scenă cinematografică din .hack//Liminality.
Un alt bonus este .hack//Gift, o altă scenă cinematografică care parodiază toată franciza .hack , și care este gratuită pe discul Liminality care vine cu versiunea nord americană a .hack//Quarantine; în Japonia, jucătorii trebuiau să aibă ultimul "data flag" din .Quarantine ca să vadă Gift.

## Titlurile seriei
- .hack//Infection (japoneză: .hack//感染拡大 Vol.1 [Infection Expansion – Vol.1])
- .hack//Mutation (japoneză: .hack//悪性変異 Vol.2 [Malignant Mutation – Vol.2])
- .hack//Outbreak (japoneză: .hack//侵食汚染 Vol.3 [Erosion Pollution – Vol.3])
- .hack//Quarantine (japoneză: .hack//絶対包囲 Vol.4 [Absolute Encirclement – Vol.4])

## Echipa sonoră

### Versiunea engleză
- Mona Marshall — Kite
- Wendee Lee — BlackRose
- Kirk Thornton — Orca
- Doug Erholtz / Crispin Freeman (volumul 2-4) — Balmung
- Mary Elizabeth McGlynn — Helba/Emma Wielant
- Debra Jean Rogers — Mia
- Brianne Siddall — Elk
- Daran Norris — Piros
- Sandy Fox — Mistral/A-20
- Steven Jay Blum — Sanjuro
- Carolyn Hennesy — Gardenia

### Versiunea japoneză
- Sayaka Aida - Kite/Sconk
- Masumi Asano - BlackRose
- Yasunori Masutani - Orca/Sanjuro/Moonstone
- Nobuyuki Hiyama - Balmung/Marlo
- Yumi Touma - Helba/Gardenia/Thea
- Minami Takayama - Mia/Plaird
- Mitsuki Saiga - Elk/Kazu/Tsukasa/Dorin
- Masaya Onosaka - Piros
- Atsuko Enomoto - Mistral/A-20
- Maaya Sakamoto - Aura/Natsume
- Nishimura Tomomichi - Lios/Tartarga
- Takumi Yamasaki - Wiseman/Spiritas
- Nobuyuki Hiyama - Nuke Usagimaru
- Aya Hisakawa - Rachel
- Kaori Nazuka - Terajima Ryoko/Subaru
- Takahiro Sakurai - Sieg
- Megumi Toyoguchi - Mimiru
- Kazuhiro Nakata - Bear
- Akiko Hiramatsu - BT
- Isshin Chiba - Silver Knight
- Hiroshi Yanaka - Sora
- Shinichiro Miki - Crim
- Masaya Onosaka - Kurfuf
- Nobuyuki Hiyama - Jinn
- Yamaguchi Takayuki - Sheraton
- Yuuko Kaida - Bob
- Kyouko Tsuruno - Linda